# In vitro
是拉丁語「在玻璃裡」的意思，意指進行或發生於試管內的實驗與實驗技術。更廣義的意思，則指活生物體之外的環境中的操作，即体外实验/操作。常見的例子是人工受精。在細胞生物學等領域中，由於此類實驗的環境與生物體內可能有所不同，因此可能與實際發生於生物體內的結果也不同。與此相反的用語是（在活体内）。